# Abuta spicata
Abuta spicata är en tvåhjärtbladig växtart som först beskrevs av Carl Peter Thunberg, och fick sitt nu gällande namn av José Jéronimo Triana och Planch.. Abuta spicata ingår i släktet Abuta och familjen Menispermaceae. Inga underarter finns listade i Catalogue of Life.